# Ein Kapitel für sich (Film)
Ein Kapitel für sich ist ein Fernseh-Dreiteiler aus dem Jahr 1979, der von der Ullstein AV Produktions- und Vertriebs GmbH für das ZDF produziert wurde. Es handelt sich um die Fortsetzung des Fernseh-Zweiteilers Tadellöser & Wolff aus dem Jahr 1975. Der Film basiert auf den Romanen Uns geht’s ja noch gold und Ein Kapitel für sich von Walter Kempowski. Die Erstausstrahlung fand am 26. und 29. Dezember 1979 sowie am 1. Januar 1980 statt. Dem Film war ähnlicher Erfolg beschieden wie Tadellöser & Wolff.

## Handlung
Im Gegensatz zum ersten Film Tadellöser & Wolff, dessen Grundlage ausschließlich der gleichnamige Roman war, flossen in Ein Kapitel für sich die Erzählungen zweier Kempowski-Werke ein: Uns geht’s ja noch Gold, aus dem Jahre 1972 und Ein Kapitel für sich von 1975.
Die Filmhandlung erstreckt sich über den Zeitraum 1945 bis 1956 und beginnt dort, wo der letzte Teil von Tadellöser & Wolff aufhörte, auf dem Balkon der Familie Kempowski am 1. Mai 1945: die Rote Armee besetzt gerade Rostock. Zunächst wird das Leben und die Versorgungslage in Rostock nach dem Krieg dargestellt. Später geht Walter über die Zonengrenze in den Westen, erst zu Verwandten nach Hamburg und dann zu einem Freund nach Wiesbaden, wo er in Kontakt mit dem amerikanischen Geheimdienst CIC kommt. Er übergibt dem Geheimdienst Kopien von Schiffsladepapieren, die er von seinem Bruder Robert erhalten hatte. Dann fährt Walter zu einem Besuch zurück zu seiner Mutter in die Sowjetische Besatzungszone nach Rostock. Es folgen Verhaftung und Inhaftierung Walters und Roberts wegen angeblicher Spionage sowie von deren Mutter wegen Mitwisserschaft. Nachfolgend werden detailreich die Haftbedingungen der Brüder im Zuchthaus in Bautzen und ihrer Mutter im Frauenlager des ehemaligen KZ Sachsenhausen und anschließend im Frauengefängnis Hoheneck bei Stollberg dargestellt. Der letzte Teil endet mit der Haftentlassung Walters und dem Wiedersehen mit seiner Mutter in Hamburg am 8. März 1956.

## Dreharbeiten
Anders als Tadellöser & Wolff wurde der Film in Schwarz-Weiß und nicht in Sepia gedreht. Drehort war unter anderen Orten eine ehemalige Keksfabrik in Celle, die als Bautzener Zuchthaus diente. Die Filmszenen werden gelegentlich von den drei Hauptakteuren Walter, Robert und Mutter Kempowski kommentiert.

## Filmmusik
Das musikalische Grundthema des Films mit dem Text „Jahre des Lebens; alles vergebens. Wann werden wir uns einmal wieder sehn?“ lieferte der 1. Satz der 6. Symphonie in h-moll, op. 74, Pathétique, von Peter Tschaikowski.

## Kritiken
„… Die Fortsetzung steht ihr [der Vorserie Tadellöser & Wolff] an Einfühlung und Akkuratesse nicht nach. … Familienroman, Familienserie als zeitgeschichtlicher Anschauungsunterricht. Eberhard Fechners TV-Kempowski ist auch in seinem Unterhaltungswert ein Kapitel, eine Klasse für sich.“

„An drei Feiertagen nicht Klebrig-Besinnliches, sondern eine nachdenkliche Kunstanstrengung – dafür kann man dem Regisseur Eberhard Fechner danken; statt Ablenkung bietet seine Kempowski-Verfilmung die Möglichkeit, auf etwas hinzulenken: auf jüngste Geschichte, unsere Verstrickung.“

„Eine Steigerung der virtuosen Handhabung von Stilmitteln, eine Verstärkung der Sensibilität gegenüber persönlichen Schicksalen im Drunter und Drüber unserer jüngeren Vergangenheit ist kaum vorstellbar. … Am eindrucksvollsten wurde das im dritten Teil dieses ‚Kapitels für sich‘, wo selbst unter schwersten Haftbedingungen die Kempowskis ihre bürgerliche Unverwechselbarkeit behielten – dank Fechner und der Leistung einer Edda Seippel, eines Klaus Höhne oder Stephan Schwartz.“

## DVD
Seit 2005 ist der Film auf DVD erhältlich.